# Список правителей Вюртемберга

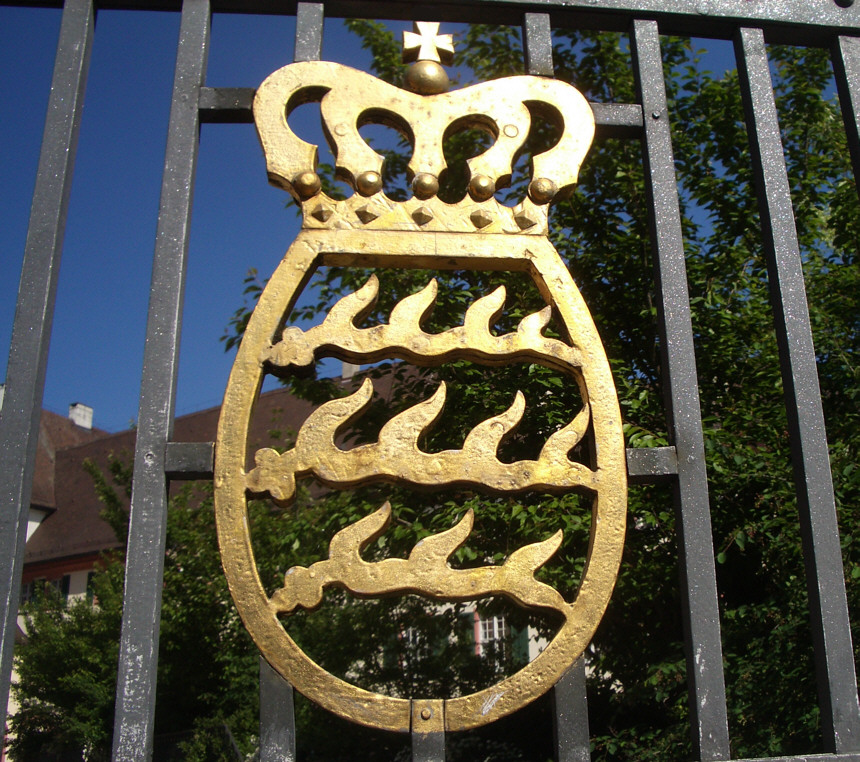
Герб королевской семьи Вюртембергов на воротах их текущей резиденции, замок Альтсхаузен в Альтсхаузене, Германия.

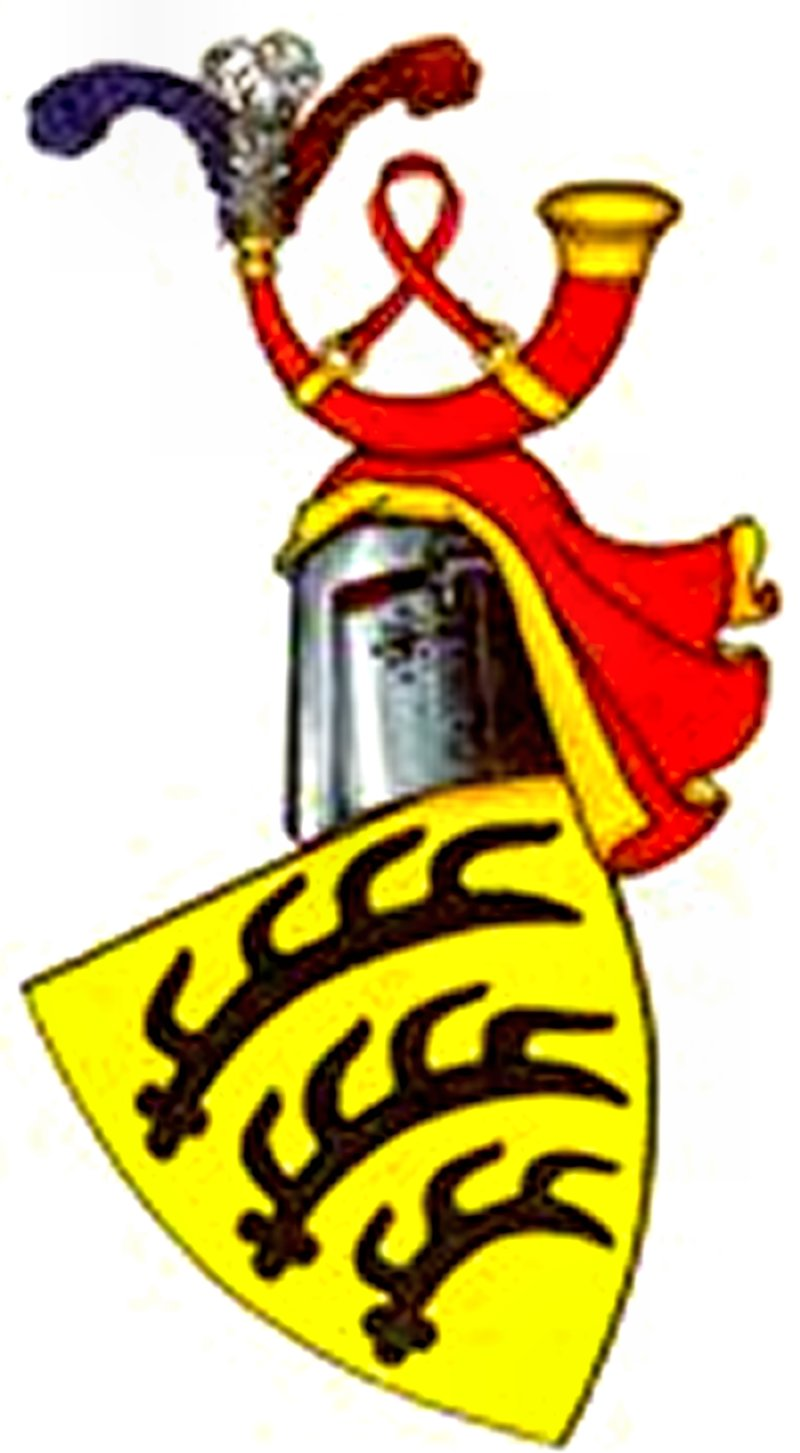
Герб графов Вюртемберга.

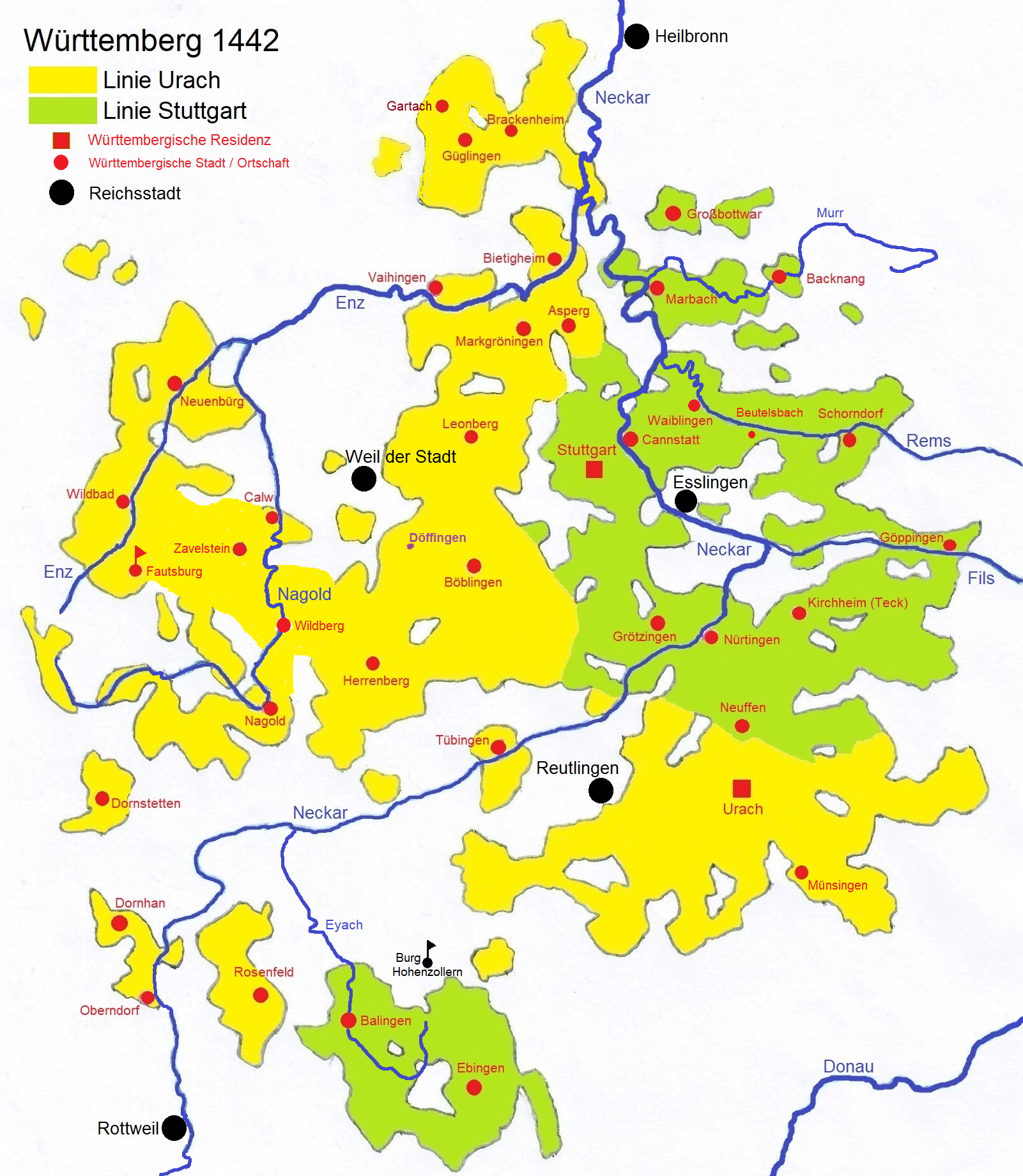
Раздел Вюртемберга по соглашению 1442 года.

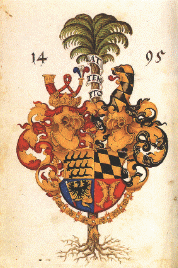
Герб, заимствованный Эберхардом I в 1495 году по случаю преобразования Вюртемберга в герцогство.

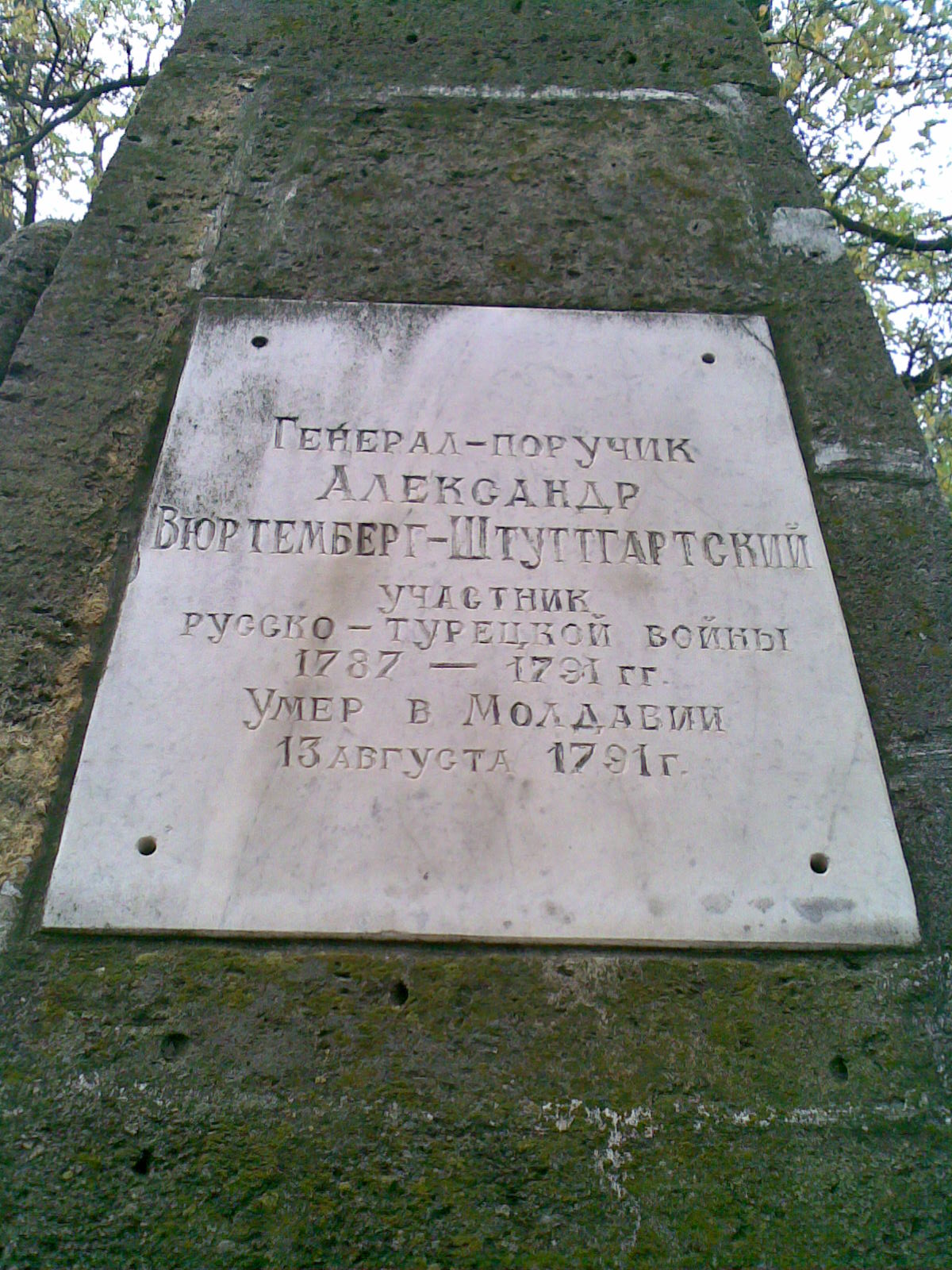
Место захоронения Александра Вюртемберга-Штутгартского в Херсоне, умер 13 августа 1791 года.

Большой герб Королевства Вюртемберг.

Список правителей Вюртемберга включает в себя владетельных представителей династии, правившей в графстве, герцогстве, курфюршестве и королевстве Вюртемберг (ранее Виртемберг). В списке не представлены главы Свободного народного государства Вюртемберг и оккупированного Вюртемберга.
Главная резиденция правителей Вюртемберга долгое время располагалась в Штуттгарте, вошедшем состав их владений в XIII веке. С 1482 года он является столицей Вюртемберга. В XVIII столетии резиденция герцогов Вюртембергских в течение многих лет находилась в Людвигсбурге. 

## Графы Вюртемберга (до 1495 года)
- Конрад I 1083—1110 (предположительно)
- Конрад II 1110—1143 (предположительно)
- Людвиг I 1143—1158
- Людвиг II 1166—1181
- Гартман 1194—1240
- Людвиг III 1194—1226
- Ульрих I 1241—1265
- Ульрих II 1265—1279
- Эберхард I 1279—1325
- Ульрих III 1325—1344
- Соправители:
  - Эберхард II 1344—1392 (единолично правил с 1362)
  - Ульрих IV 1344—1362
- Эберхард III 1392—1417
- Эберхард IV 1417—1419
- Соправители:
  - Людвиг IV 1419—1450
  - Ульрих V 1419—1442

Нюртингенским соглашением графство Вюртемберг разделено на две линии. Линия Вюртемберг-Штутгарт со столицей в Штутгарте и линия Вюртемберг-Урах со столицей в Бад-Урах.

### Линия Вюртемберг-Штутгарт
- Ульрих V, 1442—1480
- Эберхард VI 1480—1482, позднее герцог Эберхард II

### Линия Вюртемберг-Урах
- Людвиг I (IV) 1442—1450
- Людвиг II 1450—1457
- Эберхард V 1457—1495

По Мёнсингерскому соглашению две отдельные линии были соединения и во главе стал Эберхард V в 1482 году. Эберхард получил титул герцога в 1495 году.

## Герцоги Вюртемберга (1495—1803)
| Имя                                          | Начало правления | Окончание правления | Примечания   |
| -------------------------------------------- | ---------------- | ------------------- | ------------ |
| Эберхард I                                   | 1495             | 24 февраля 1496     |              |
| Эберхард II                                  | 24 февраля 1496  | 11 июня 1498        |              |
| Ульрих                                       | 11 июня 1498     | январь 1519         | свергнут     |
| Вюртемберг аннексирован Австрией в 1519—1534 |                  |                     |              |
| Ульрих                                       | май 1534         | 6 ноября 1550       | восстановлен |
| Кристоф                                      | 6 ноября 1550    | 28 декабря 1568     |              |
| Людвиг III                                   | 28 декабря 1568  | 18 августа 1593     |              |
| Фридрих I                                    | 18 августа 1593  | 29 января 1608      |              |
| Иоганн Фридрих                               | 29 января 1608   | 18 июля 1628        |              |
| Эберхард III                                 | 18 июля 1628     | 2 июля 1674         |              |
| Вильгельм Людвиг                             | 2 июля 1674      | 23 июня 1677        |              |
| Эберхард Людвиг                              | 23 июня 1677     | 31 октября 1733     |              |
| Карл Александр                               | 31 октября 1733  | 12 марта 1737       |              |
| Карл Евгений                                 | 12 марта 1737    | 24 октября 1793     |              |
| Людвиг Евгений                               | 24 октября 1793  | 20 мая 1795         |              |
| Фридрих Евгений                              | 20 мая 1795      | 23 декабря 1797     |              |
| Фридрих II                                   | 23 декабря 1797  | 25 февраля 1803     |              |

В 1803 году герцог Вюртемберга получил права курфюрста Священной Римской империи. В 1806 году курфюрст принял королевский титул.

## Курфюрст Вюртемберга (1803—1806)
- Фридрих II — с 25 января 1803 до 1 января 1806

## Короли Вюртемберга (1806—1918)
Конец германо-римской империи наступил в 1806 году. Курфюрст Вюртемберга, близкий к Наполеону I, стал правителем независимого королевства Вюртемберг с 1806 года (титуловался как Его Величество Король Вюртембергский), а позже соправителем на Союзной территории.
| Фото | Имя          | Начало правления | Окончание правления | Примечания                                                                                                  |
| ---- | ------------ | ---------------- | ------------------- | --- |
|      | Фридрих I    | 1 января 1806    | 30 октября 1816     | |
|      | Вильгельм I  | 30 октября 1816  | 25 июня 1864        | Сын Фридриха I                                                                                              |
|      | Карл I       | 25 июня 1864     | 6 октября 1891      | Сын Вильгельма I. Стал подчинённым правителем Германской империи в 1871 году                                |
|      | Вильгельм II | 6 октября 1891   | 29 ноября 1918      | Племянник Карла I. Последний король Вюртемберга. Утратил свой трон в ходе революции в Германии в 1918 году. |

Из-за отсутствия наследников мужского пола по салическому закону после смерти Вильгельма II в 1921 году главенство в королевском доме перешло к потомку российского генерала Александра Вюртембергского (сына герцога Фридриха Евгения, правившего в 1795—1797 годах). Линия герцогов фон Урах была исключена из-за происхождения от морганатического брака.
Другим морганатическим потомком Фридриха Евгения была Мария Текская (1867—1953), которая вышла замуж за будущего британского короля Георга V, в бытность его ещё герцогом Йоркским.

## Главы Вюртембергского дома (с 1918 года)
Линия законных наследников дома Вюртемберга продолжается по настоящее время, хотя их дом уже не играет какой-либо политической роли. О более поздних правителях смотрите Список министров и президентов Вюртемберга.
- Король Вильгельм II (1918—1921)
- Герцог Альбрехт Вюртембергский (1921—1939)
- Герцог Филипп Вюртембергский (1939—1975)
- Герцог Карл Вюртембергский (1975–2022)
- Герцог Вильгельм Вюртембергский (с 2022)